# Jacob Keller
Pour les articles homonymes, voir Keller.
Jacob Keller, en latin Cellarius, né en 1568 à Säckingen et mort le 23 février 1631 à Munich, est un théologien jésuite allemand.

## Biographie
Né à Säckingen, il entre dans la Compagnie de Jésus en 1589 et avoir terminé ses études, enseigne les classiques à Fribourg et est professeur de philosophie et de théologie morale et dogmatique à Ingolstadt. Il est nommé recteur du collège de Ratisbonne en 1605 puis du collège de Munich en 1607, poste qu'il occupe jusqu'en 1623. En 1628, il est reconduit au rectorat de Munich et occupe toujours ce poste lorsqu'une apoplexie met fin à son mandat.
Il a été consulté par Maximilien Ier, électeur de Bavière, qui lui a confié quelques affaires importantes.

## Travaux
Ses œuvres majeures sont le Tyrannicidium (Munich, 1611) et le Catholisch Pabsttumb (Munich, 1614). Le premier, paru en allemand et en latin, est une réponse à une attaque calviniste contre l’enseignement de la Compagnie de Jésus au sujet du tyrannicide dans laquelle Keller affirmait que l’enseignement jésuite suivait d’éminents théologiens, tant catholiques que protestants. L'ouvrage sur la papauté est une réponse à Jacob Heilbrunner (1548-1618), un théologien luthérien de la cour ; il comprend un recueil de réponses aux objections des protestants. Il a été suivi d'un débat public entre Keller et Heilbrunner. Keller a publié quatre autres ouvrages sur le sujet.
Parmi ses autres œuvres figurent :
- Ludovicus IV Imperator defensus contra Bzovium (Munster, 1618)
- Vita RP Petri Canisii, sur Pierre Canisius.
- Litura seu castigatio Cancellariae Hispanicae a Ludovico Camerario, Excancellario Bohemico, Exconciliario Heidelbergensii... instructae
- An der theil Anhaldischer Cancellay
- Tubus Galilaeanus
- Rhabarbarum domandae bili quam dans apol[o]giae sua proritavit Ludov. Camerarius propinatum.